# Limnephilus cinctus
Limnephilus cinctus là một loài Trichoptera trong họ Limnephilidae. Chúng phân bố ở miền Cổ bắc.